# Ljubica Malović
Ljubica Malović (Novska, 7. lipnja 1848. - Novska, 1905.) je bila pučka učiteljica i predvodnica obrazovanja djevojčica u Vojnoj krajini.

## Životopis
Ljubica Malović je rođena 1848. godine u Novskoj. Pohađala je njemačku školu u Novoj Gradiški, potom u Divači te na kraju u Bošnjacima. S obzirom na to da joj je otac bio učitelj, vrlo često je mijenjala mjesto stanovanja. Otac ju je prema njenoj želji poslao na glavnu djevojačku školu u Đakovo, koju je pohađala dvije godine, a potom je jednu godinu učila samo ručni rad. Kada se vratila u Bošnjake, pomagala je ocu u školi. Cijelo se njezino djetinjstvo i mladenaštvo  vezuje uz školu pa je i ona zavoljela to plemenito zanimanje. Stoga 1868. godine odlazi u Zagreb na dvogodišnju preparandiju kod sestara Milosrdnica gdje je osposobljena za učiteljicu glavne škole. U rujnu 1869. godine na temelju pukovnijske naredbe imenovana je učiteljicom u Bošnjacima jer je te godine ondje otvorena djevojačka škola. U školi je imala preko stotinu djece u dva razreda, a u sljedeće dvije godine otvorit će se još dva razreda. Iako je bila dosta boležljiva uspješno je radila s preko 150 djevojčica.
Nakon očeve smrti 1873. godine nastavila je raditi sa svom muškom i ženskom djecom. Bila je vrlo vična ručnom radu pa je mnogo pažnje pridavala njegovu podučavanju. Za taj svoj rad  je kasnije bila nagrađena i novčanom nagradom. Zajedno sa svojim učenicama iz Bošnjaka je 1873. godine primljena na svjetsku izložbu u Beču izlažući njihove ručne radove. Ovaj događaj je vrlo značajan u njezinu životopisu jer je Ljubica Malović postala poznata i po podučavanju  Bošnjačanke djece ručnome radu – šlingi (ornamentici), po kojoj su Bošnjaci i danas poznati. Naime, ornamenti ručnog rada se danas nalaze na samom grbu općine, a Bošnjačani pjevaju: „Bošnjaci se nadaleko znaju, po oborcim' i po šlingeraju“.
Godine 1874. učiteljica Malović je prebačena u djevojačku školu u Vinkovce, a već sljedeće godine postala je njenom predstojnicom te počinje voditi školsku spomenicu. Pred kraj karijere je premještena u Stare Mikanovce, a radila je i u privatnoj tvorničkoj školi u Vrbanji. Umirovljena je 1894. godine, a umrla je u Novskoj 1905. godine.